# New Adventures in Hi-Fi
New Adventures in Hi-Fi — десятый студийный альбом американской альтернативной рок-группы R.E.M., был издан в 1996 году на лейбле Warner Bros.. Это была последняя запись группы, в создании которой принимали участие: барабанщик Билл Берри (он покинул группу в следующем году, по собственной инициативе), менеджер Джефферсон Холт, и продюсер Скотт Литт (который продюсировал предыдущие пять альбомов коллектива).

## Список композиций
Все песни написаны Биллом Берри, Питером Баком, Майком Миллзом и Майклом Стайпом.
Сторона «Hi»
1. «How the West Was Won and Where It Got Us» — 4:31
2. «The Wake-Up Bomb» — 5:08
3. «New Test Leper» — 5:26
4. «Undertow» — 5:09
5. «E-Bow the Letter» — 5:23
6. «Leave» — 7:18

Сторона «Fi»
1. «Departure» — 3:28
2. «Bittersweet Me» — 4:06
3. «Be Mine» — 5:32
4. «Binky the Doormat» — 5:01
5. «Zither» — 2:33
6. «So Fast, So Numb» — 4:12
7. «Low Desert» — 3:30
8. «Electrolite» — 4:05

Примечания списка композиций: На грампластинках и компакт-кассетах каждая сторона имеет своё название, так первая сторона была озаглавлена — «Сторона 'Hi'» (англ. Hi side) (треки 1-6), вторая сторона — «Сторона 'Fi'» (англ. Fi side) (треки 7-14).

## Отзывы критиков
| Оценки критиков      | Оценки критиков                                                          |
| Источник             | Оценка                                                                   |
| -------------------- | ------------------------------------------------------------------------ |
| Allmusic             | [ 1 ]                                                                    |
| Blender              | [ 2 ]                                                                    |
| Entertainment Weekly | A                                                                        |
| Los Angeles Times    | [ 4 ]                                                                    |
| The New York Times   | (позитивная)                                                             |
| Q                    | 5 из 5 звёзд · 5 из 5 звёзд · 5 из 5 звёзд · 5 из 5 звёзд · 5 из 5 звёзд |
| Роберт Кристгау      | A−                                                                       |
| Rolling Stone        | [ 7 ]                                                                    |
| Stylus Magazine      | (позитивная)                                                             |

Реакция музыкальной прессы, в основном, была положительной. Несколько изданий похвалили альбом за его разнообразный материал, включая Rolling Stone, Q, и Mojo. Стивен Томас Эрльюин из Allmusic писал: «благодаря своей многогранности, он претендует на статус одного из лучших альбомов R.E.M. в 90-х». В то же время, некоторые публицисты, включая Melody Maker, критиковали «пустое и плоское» звучание альбома, вызванное записью на сценах и саундчеках.
Награды
New Adventures in Hi-Fi отметился в нескольких списках «лучших альбомов девяностых» и «всех времён»:
- Magnet: Лучшие 60 альбомов 1993—2003 (#20)[10]
- Mojo: 100 величайших альбомов за время существования журнала: 1993—2006 (#20)

Также, альбом попал в рейтинги некоторых изданий, в конце 1996 года:
- Eye Weekly (#11)
- The Face (#28)
- Magnet (#26)
- Mojo (#4)
- New Musical Express (#16)
- Q (без оценки)
- Rock Sound (французское издание) (#2)
- Rolling Stone (#4)
- Spin (#11)
- Village Voice (#11)

## Участники записи

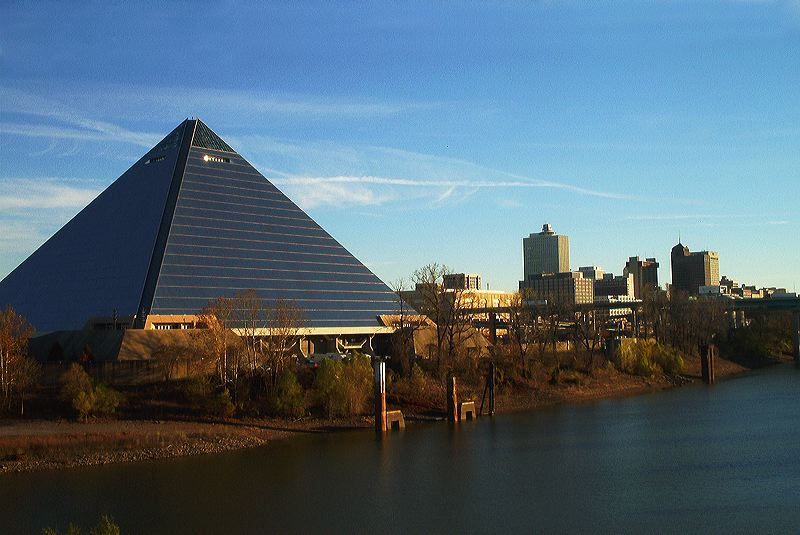
Pyramid Arena в Мемфисе была одним из нескольких мест, где проходила запись альбома

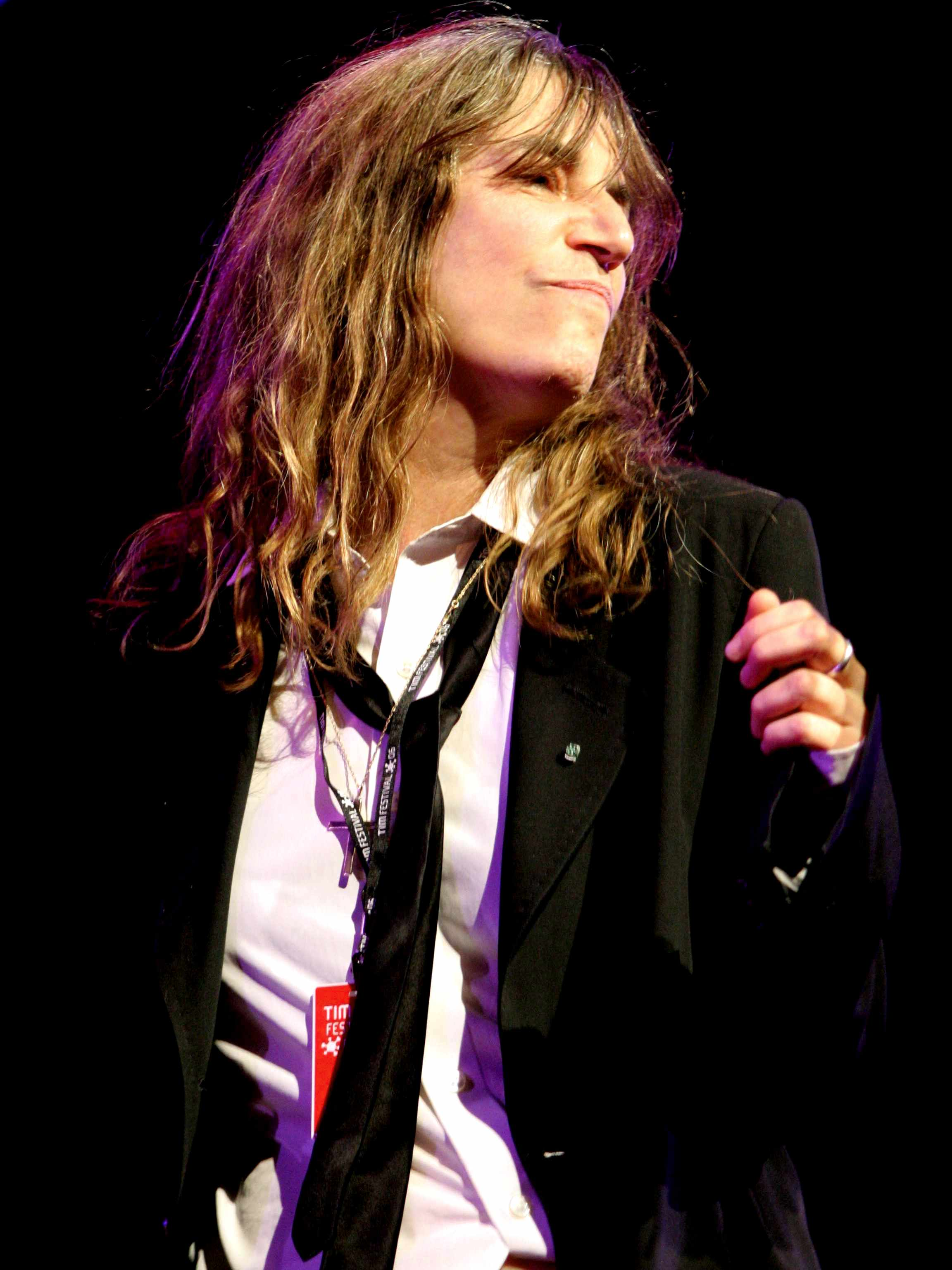
Патти Смит (поклонниками которой являются Бак и Стайп) записала вокал для первого сингла — «E-Bow the Letter»

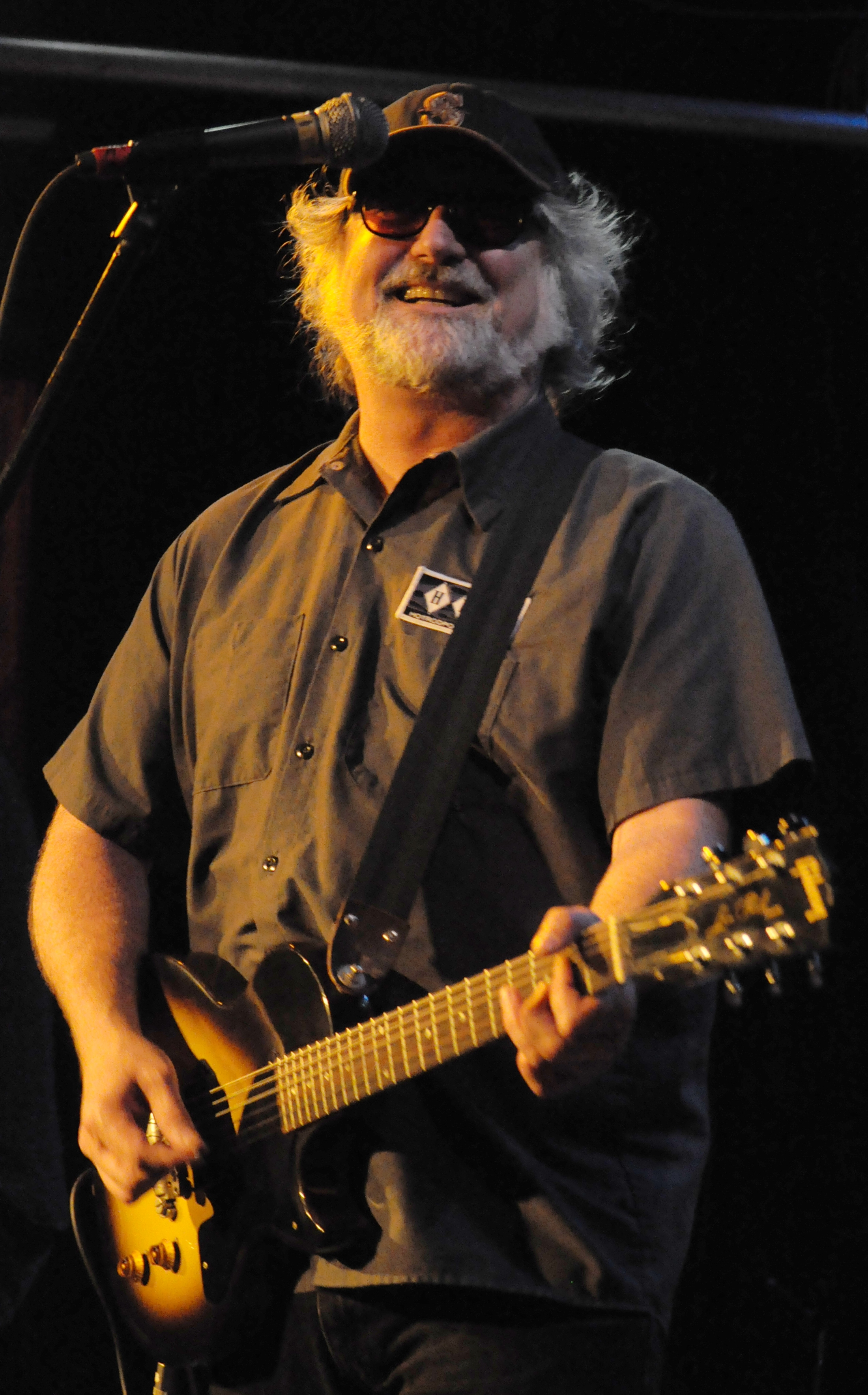
Альбом стал началом длительного сотрудничества группы с мультиинструменталистом Скоттом Маккоги (фото 2011 года)

«How the West Was Won and Where It Got Us»
Записана на студии Bad Animals Studio в Сиэтле, Соединенные Штаты
- Билл Берри — ударные, перкуссия, «посвистывание эннио»[11]
- Питер Бак — гитара, мандолина, бузуки, бас-гитара
- Майк Миллз — бас-гитара, фортепиано, бэк-вокал, синтезатор
- Майкл Стайп — вокал, синтезатор

«The Wake-Up Bomb»
Записана «вживую», во время выступления в North Charleston Coliseum в Чарлстоне, Соединенные Штаты (16 ноября, 1995)
- Билл Берри — ударные
- Питер Бак — гитара
- Нэйтан Десембер — гитара
- Майк Миллз — бас-гитара, бэк-вркал, орган
- Майкл Стайп — вокал

«New Test Leper»
Записана на студии Bad Animals Studio в Сиэтле, Соединенные Штаты
- Билл Берри — ударные, перкуссия
- Питер Бак — гитара
- Майк Миллз — бас-гитара, бэк-вркал, орган
- Майкл Стайп — вокал

«Undertow»
Записана «вживую», во время выступления в Fleet Center в Бостоне, Соединенные Штаты (3 октября, 1995)
- Билл Берри — ударные
- Питер Бак — гитара
- Нэйтан Десембер — гитара
- Майк Миллз — бас-гитара, бэк-вокал
- Майкл Стайп — вокал

«E-Bow the Letter»
Записана на студии Bad Animals Studio в Сиэтле, Соединенные Штаты
- Билл Берри — ударные, перкуссия
- Питер Бак — e-bow гитара, электроситар
- Майк Миллз — бас-гитара, бэк-вокал, орган, moog синтезатор, меллотрон
- Патти Смит — вокал
- Майкл Стайп — вокал

«Leave»
Записана во время саундчека, перед выступлениям в Omni Theater в Атлантее, Соединенные Штаты (18, 19, или 21 ноября, 1995)
- Билл Берри — ударные, акустическая гитара, синтезатор
- Питер Бак — гитара
- Нэйтан Десембер — гитара
- Скотт Маккоги — ARP Odyssey
- Майк Миллз — бас-гитара, клавишные
- Майкл Стайп — вокал

«Departure»
Записана «вживую», во время выступления в The Palace of Auburn Hills в Оберн-Хиллс, Соединенные Штаты (6 или 7 июня, 1995)
- Билл Берри — ударные
- Питер Бак — гитара
- Нэйтан Десембер — гитара
- Майк Миллз — дисторшн-бас, бэк-вокал, farfisa орган
- Майкл Стайп — вокал

«Bittersweet Me»
Записана во время саундчека, перед выступлениям в Pyramid Arena в Мемфисе, Соединенные Штаты (7 ноября, 1995)
- Билл Берри — ударные
- Питер Бак — гитара
- Скотт Маккоги — фортепиано
- Майк Миллз — бас-гитара, орган, меллотрон
- Майкл Стайп — вокал

«Be Mine»
Записана на студии Bad Animals Studio в Сиэтле, Соединенные Штаты
- Билл Берри — ударные
- Питер Бак — бас-гитара
- Майк Миллз — гитара, бэк-вокал, клавишные
- Майкл Стайп — вокал

«Binky the Doormat»
Записана «вживую», во время выступления в Desert Sky Pavilion в Финиксе, Соединенные Штаты (4 ноября, 1995)
- Билл Берри — ударные, бэк-вокал
- Питер Бак — гитара
- Нэйтан Десембер — гитара
- Скотт Маккоги — farfisa орган
- Майк Миллз — дисторшн-бас, бэк-вокал, клавишные
- Майкл Стайп — вокал

«Zither»
Записана в гримёрке The Spectrum в Филадельфии, Соединенные Штаты (12, 13, или 14 октября, 1995)
- Билл Берри — бас-гитара
- Питер Бак — гитара
- Нэйтан Десембер — бубен
- Скотт Маккоги — автоарфа
- Майк Миллз — орган
- Майкл Стайп — делает отсчёт перед мелодией

«So Fast, So Numb»
Записана во время саундчека, перед выступлениям в Orlando Arena в Орландо, Соединенные Штаты (15 ноября, 1995)
- Билл Берри — ударные
- Питер Бак — гитара
- Скотт Маккоги — фортепиано
- Майк Миллз — бас-гитара, бэк-вокал, орган
- Майкл Стайп — вокал

«Low Desert»
Записана во время саундчека, перед выступлениям в Omni Theater в Атланте, Соединенные Штаты (18, 19, или 21 ноября, 1995)
- Билл Берри — ударные
- Питер Бак — гитара
- Нэйтан Десембер — слайд-гитара
- Скотт Маккоги — фортепиано
- Майк Миллз — бас-гитара, орган
- Майкл Стайп — вокал

«Electrolite»
Записана во время саундчека, перед выступлениям в Desert Sky Pavillion в Финиксе, Соединенные Штаты (4 ноября, 1995)
- Билл Берри — ударные
- Питер Бак — банджо
- Энди Керлсон — скрипка
- Нэйтан Десембер — гуиро
- Майк Миллз — фортепиано
- Майкл Стайп — вокал

Производство
- Уильям Филд — ассистент звукоинженера (Атенс)
- Сэм Хофстед — ассистент звукоинженера (Сиэтл)
- Виктор Джанакуа — ассистент звукоинженера (Лос-Анджелес)
- Адам Кэспер — звукоинженер (Сиэтл)
- Джон Кейн — звукозапись и микширование
- Скотт Литт — микширование
- Боб Людвиг/Gateway Mastering — мастеринг
- Пэт Маккарти — звукозапись (Лос-Анджелес)
- Марк «Микровэйв» Митровиц — технический ассистент
- Джо О'Херлихи — звукозапись во время турне
- Джо Рэвитч — звукозапись во время турне
- Эрик Штольц — цифровой монтаж
- Джефф Вудинг — звукозапись во время турне

## Хит-парады
«New Adventures in Hi-Fi» стал началом снижения продаж группы в Соединенных Штатах. Тем не менее, он возглавил чарты в более чем 10 странах и достиг #1 Top European Albums, где пробыл 5 недель. Альбом достиг #2 американском Billboard 200 и оставался в чарте на протяжении 22 недель. По данным Nielsen SoundScan, в Америке было продано 994 000 копий альбома (по состоянию на март 2007 года). Первый сингл альбома — «E-Bow the Letter» получил скромную ротацию на американском радио и достиг максимума #49 в американских чартах. Однако, в Великобритании, сингл стал самым большим хитом группы на тот момент, достигнув #4 в национальном хит-параде.

| Хит-парад (1996)                  | Высшая позиция |
| --------------------------------- | -------------- |
| Australian ARIA Albums Chart      | 1              |
| Austrian Albums Chart             | 1              |
| Belgian Albums Chart (Flanders)   | 1              |
| Belgian Albums Chart (Wallonia)   | 3              |
| Canadian RPM Albums Chart         | 1              |
| Danish Albums Chart               | 1              |
| Dutch Mega Albums Chart           | 1              |
| Finnish Albums Chart              | 1              |
| French SNEP Albums Chart          | 6              |
| German Media Control Albums Chart | 1              |
| Irish Albums Chart                | 1              |
| Italian Albums Chart              | 5              |
| Japanese Oricon Albums Chart      | 26             |
| New Zealand Albums Chart          | 1              |
| Norwegian VG-lista Albums Chart   | 1              |
| Portuguese Albums Chart           | 2              |
| Spanish Albums Chart              | 5              |
| Swedish Albums Chart              | 1              |
| Swiss Albums Chart                | 1              |
| UK Albums Chart                   | 1              |
| United States Billboard 200       | 2              |

| Хит-парад (1996)      | Позиция |
| --------------------- | ------- |
| Austrian Albums Chart | 16      |
| Canadian Albums Chart | 14      |
| Italian Albums Chart  | 27      |
| Swiss Albums Chart    | 50      |
| UK Albums Chart       | 34      |
| U.S. Billboard 200    | 96      |